# Orthoplana kohni
Orthoplana kohni är en plattmaskart som beskrevs av Ax 1967. Orthoplana kohni ingår i släktet Orthoplana och familjen Otoplanidae. Inga underarter finns listade i Catalogue of Life.